# 波德戈爾諾耶Mi-8墜毀事件
波德戈爾諾耶Mi-8墜毀事件是指在2013年5月6日時，一架Mi-8直升機墜毀於俄羅斯伊爾庫茨克州加丹加地區村莊波德戈爾諾耶6公里遠處，造成機長、飛行教官、機械師以及直升機上6名乘客全數喪生。

## 外部連結
- . airdisaster.ru.   [2013-06-09]. （原始内容存档于2013-06-09）.